# Krainer Schneeberg
Der Krainer Schneeberg (slowenisch Snežnik oder Notranjski Snežnik, italienisch Monte Nevoso, lateinisch Mons Albus) ist ein ausgedehntes Kalksteinplateau im slowenischen Karst im nördlichen Teil des Dinarischen Gebirges, dessen Gipfel eine Höhe von 1795 m. i. J. erreicht.

## Lage
Der Snežnik liegt östlich von Ilirska Bistrica nahe der Grenze zum kroatischen Gorski Kotar. Das für seine Karstphänomene bekannte Kalksteinplateau dehnt sich über eine Fläche von 85 km² aus.

## Fauna und Flora
Das Gebiet des Krainer Schneebergs weist eine größere Population von Braunbären auf (2006 geschätzt zwischen 500 und 700 Tiere). Bei der Flora ist der Velebit-Frauenmantel hervorzuheben. Das Gebiet ist seit 1964 unter dem Namen Notranjski Sneznik Nature Reserve als Wildnisgebiet (Wilderness Area IUCN Ib) geschützt.

## Bergsport
In dem Massiv liegen die über eine asphaltierte Straße erreichbare Hütte Planinski dom na Sviščakih (1242 m) und auf dem Hauptgipfel das Haus Zavetišče na Velikem Snežniku. Über den Snežnik verläuft der Europäische Fernwanderweg E6, welcher dort seinen höchsten Punkt in Slowenien erreicht.

## Schloss Snežnik

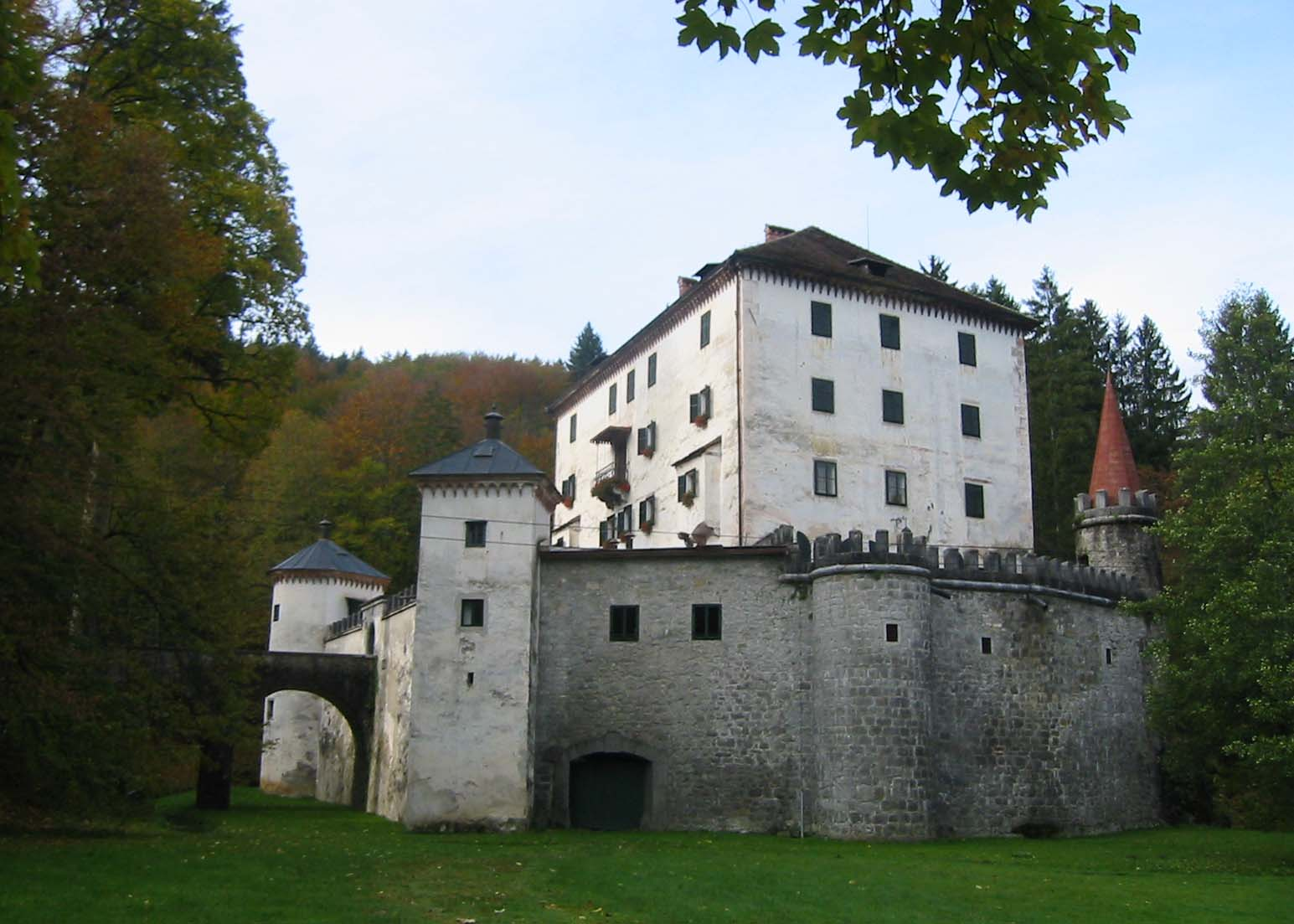
Schloss Schneeberg

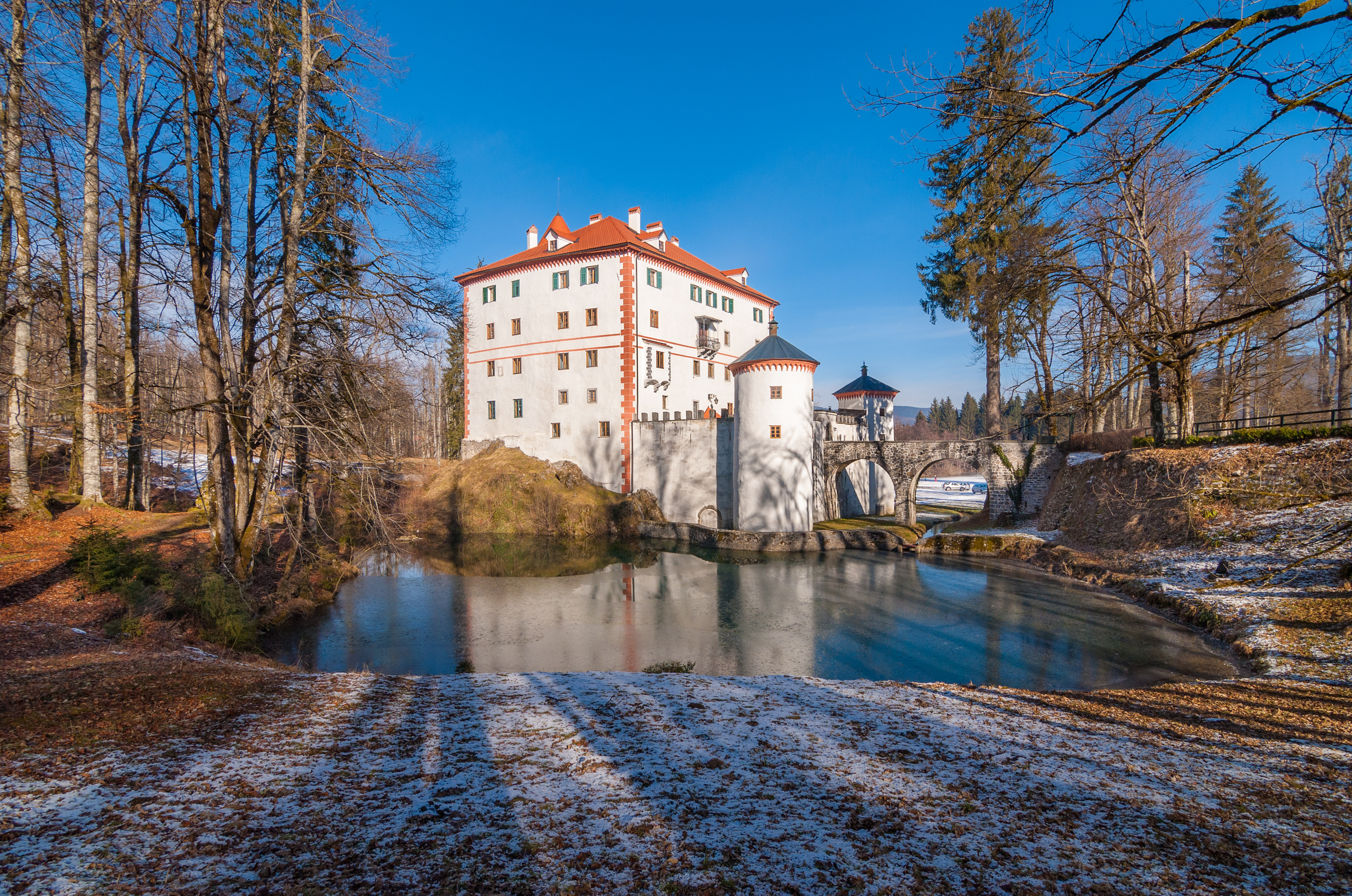
Schloss Schneeberg 2016

Das Renaissanceschloss Schneeberg (Grad Snežnik) wurde 1268 erstmals erwähnt; die Herren von Schneeberg waren Ministerialen der Patriarchen von Aquileia. Ihnen folgten ab 1393 in Teilen, im 15. Jahrhundert schließlich ganz die Herren von Lamberg. Ihnen folgten die Scheyer, Pranckh, Anfang des 17. Jahrhunderts die Rambschissl, die Eggenberg (zusammen mit Schloss Laas), 1669 die Auersperg, 1707 die Lichtenberg, 1847 Familie Karis aus Wien, ab 1853 Fürst Otto Viktor von Schönburg-Waldenburg.
Der jetzige Bau wird bis auf das Jahr 1462 zurückgeführt. Er liegt im Norden des Gebirgsstocks südlich der Straße von Cerknica (Zirknitz) zur kroatischen Grenze innerhalb eines englischen Parks. Das Schloss diente bis 1945 als Sommerfrische und Jagdschloss der Familie Schönburg-Waldenburg. Seit 1983 ist es zu besichtigen.